# Gino Maringola
Gino Maringola (Napoli, 17 novembre 1917 – Napoli, 26 maggio 2011) è stato un attore italiano.

## Biografia
Viene scritturato come cantante solista da Alfredo Thomas quando aveva circa vent'anni. Con la compagnia di Thomas gira per molti teatri d'Italia. La sua carriera, esclusivamente come cantante, durerà sino al 1940, quando è chiamato da Salvatore Cafiero, per far parte della rinata Cafiero-Fumo, compagnia dalla quale sono nati artisti come Nuccia e Nunzia Fumo.
Lavora in varie compagnie con vari attori tra cui Amedeo Girard, Achille Pansini, Raffaele e Gennaro Di Napoli. Negli anni Cinquanta lo troviamo al Teatro del Popolo, prima sotto la direzione di Vittorio Viviani e poi con Mario Mangini, in compagnia di Luisella Viviani, Ugo D'Alessio, Gennaro Di Napoli. In scena affianca nomi come Gino Cervi, Emma Gramatica, Elsa Merlini e Nando Gazzolo.
Tra le sue interpretazioni più note quelle con Eduardo De Filippo, a teatro e in diverse riprese televisive delle sue commedie, tra le quali: Uomo e galantuomo (1975, nel ruolo del commissario), De Pretore Vincenzo, Natale in casa Cupiello (1977, nel ruolo di Pasquale Cupiello), Le voci di dentro (1978, nel ruolo di Pasquale Cimmaruta), Quei figuri di tanti anni fa (1978, nel ruolo del delegato di polizia), Il sindaco del rione Sanità (1979, nel ruolo di Vicienzo 'o Cuozzo), Il contratto (1981, nel ruolo di Giacomino Trocina).
Sul grande schermo partecipa a una decina di pellicole tra il 1954 e il 1966, diretto da Vittorio De Sica, Luigi Comencini e Dino Risi (l'ultima interpretazione risale al 1984, per la regia di Luciano De Crescenzo). In televisione compare in qualche sceneggiato alla fine degli anni '60, in ruoli minori.
Muore a Napoli il 26 maggio 2011 a 93 anni.

## Filmografia

### Cinema
- Pane, amore e gelosia, regia di Luigi Comencini (1954)
- L'oro di Napoli, regia di Vittorio De Sica (1954)
- Pane, amore e..., regia di Dino Risi (1955)
- Il giudizio universale, regia di Vittorio De Sica (1961)
- Le quattro giornate di Napoli, regia di Nanni Loy (1962)
- La ragazza di Bube, regia di Luigi Comencini (1963)
- Ieri, oggi, domani, regia di Vittorio De Sica (1963)
- Operazione San Gennaro, regia di Dino Risi (1966)
- Così parlò Bellavista, regia di Luciano De Crescenzo (1984)

### Televisione
- Madame Curie, regia di Guglielmo Morandi (1966)
- Luisa Sanfelice, regia di Leonardo Cortese (1966)
- Il cappello del prete, regia di Sandro Bolchi (1970)
- Napoli 1860 - La fine dei Borboni, regia di Alessandro Blasetti (1970)
- Il matrimonio di Figaro, dall'opera di Pierre-Augustin Caron de Beaumarchais, regia di Sandro Sequi, trasmessa dal Secondo programma il 28 gennaio 1972
- Don Giovanni in Sicilia, regia di Guglielmo Morandi (1977)
- I ragazzi di padre Tobia, regia di Italo Alfaro (1968/1973)